# Valéria Rodrigues
Valéria Rodrigues dos Santos, född 11 januari 1992, är en brasiliansk taekwondoutövare.

## Karriär
I maj 2019 tävlade Rodrigues i 46 kg-klassen vid VM i Manchester. Hon besegrade grekiska Ioanna Koutsou i sextondelsfinalen men förlorade sedan åttondelsfinalen mot sydkoreanska Sim Jae-young.
I maj 2022 tog Rodrigues brons i 46 kg-klassen vid panamerikanska mästerskapen i Punta Cana. I oktober 2022 blev Rodrigues rankad på tredje plats i 46 kg-klassen, vilket var hennes högsta placering på World Taekwondos världsrankning. I november 2022 tävlade hon vid VM i Guadalajara men blev utslagen i sextondelsfinalen i 46 kg-klassen av indonesiska Ni Kadek Heni Prikasih.